# Pflanzenbasierte Ernährung

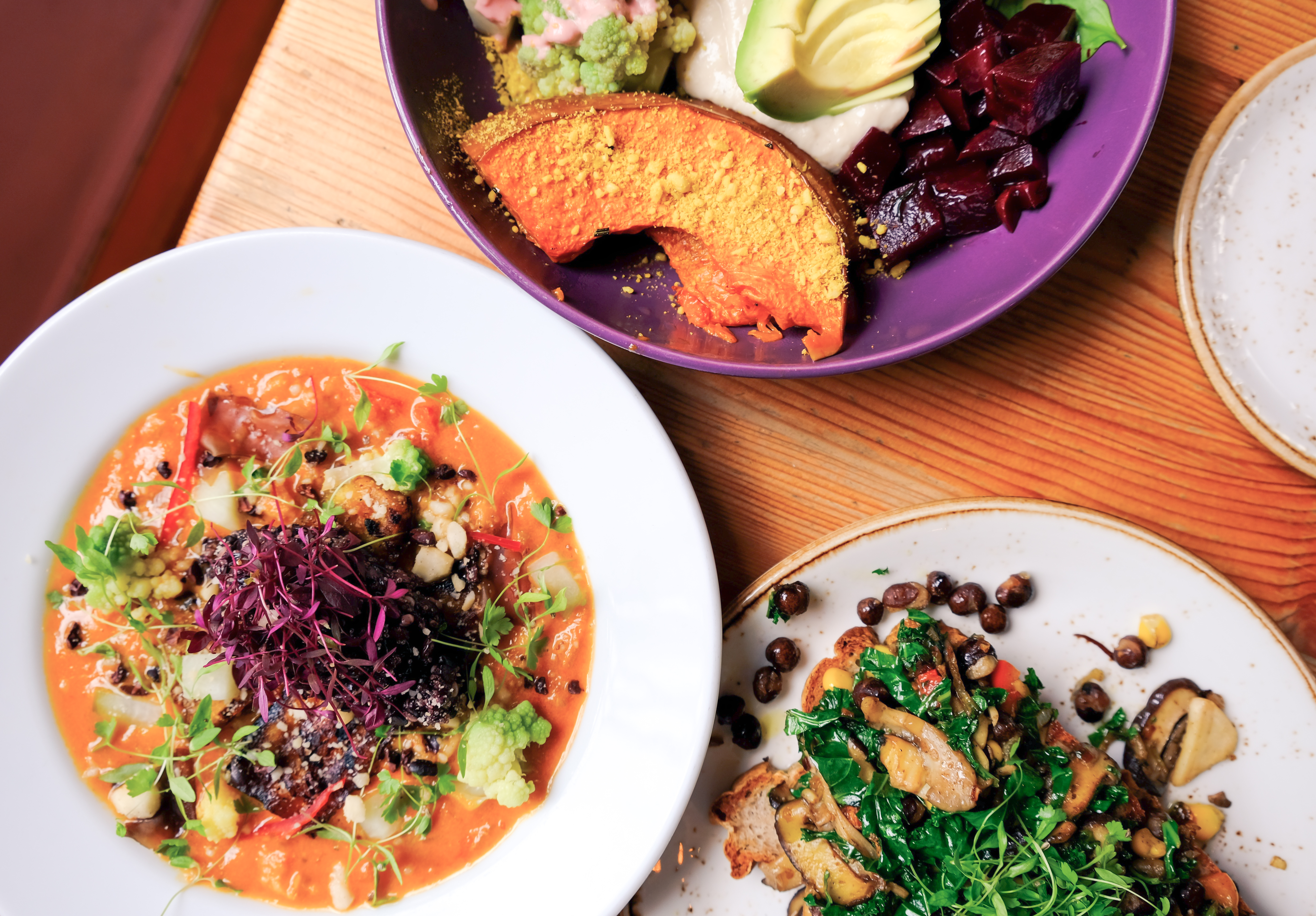
Pflanzliche Gerichte

Pflanzenbasierte Ernährung ist eine Ernährungsform, die hauptsächlich oder ausschließlich aus pflanzlichen Lebensmitteln besteht. Dabei umfasst die Definition ein breites Spektrum an Ernährungsmustern auf Basis pflanzlicher Lebensmittel wie beispielsweise Getreide, Obst, Gemüse, Hülsenfrüchte, Nüsse, Samen. Eine pflanzenbasierte Ernährung muss nicht vegan oder vegetarisch sein. Jedoch werden tierische Lebensmittel wie Fleisch, Fisch, Kuhmilch und Käse nur selten oder gar nicht konsumiert. Die begriffliche Trennung vom Flexitarismus ist unscharf. Die Deutsche Gesellschaft für Ernährung empfiehlt seit 2024 eine pflanzenbasierte Ernährung.

## Verbreitung und Motivation
Schätzungen zufolge ernährten sich Anfang des 21. Jahrhunderts etwa 2 Milliarden Menschen auf Basis fleischlastiger Kost, während 4 Milliarden Menschen einer pflanzenbasierten Ernährung folgten. Der überwiegende Teil dieser Menschen tat dies aus Mangel an Ackerland, Wasser und Energie.
In westlichen Gesellschaften ist das öffentliche Interesse an einer pflanzenbasierter Ernährung seit der Jahrtausendwende gestiegen. In diesem Zusammenhang kam es auch zu einem Anstieg der wissenschaftlichen Publikationen, die sich mit den gesundheitlichen Aspekten der pflanzenbasierten Ernährung befassen.
2022 zählte das Bundeszentrum für Ernährung „Vegane und pflanzenbasierte Ernährung“ zu den 10 wichtigsten Ernährungstrends. Damit belegt das Thema nach „Klimafreundliche & nachhaltige Ernährung“ den 2. Platz in den Augen der befragten Ernährungsexperten. Die wichtigsten Motive, einer pflanzenbasierten Ernährung zu folgen, sind Gesundheit, Geschmack, Tierwohl, Umweltschutz und Gewichtsreduktion.

## Begriffsgeschichte
T. Colin Campbell nimmt für sich in Anspruch, die Bezeichnung plant-based diet (pflanzenbasierte Ernährung) geprägt zu haben, um 1980 die Ergebnisse seiner Ernährungsforschung beim National Institutes of Health zu präsentieren. Er definierte eine solche als fettarm, ballaststoffreich, basierend auf Gemüse und mit einem Fokus auf die gesundheitlichen nicht die ethischen Aspekte der Ernährung.
Die Bezeichnung wurde anfangs auch im Umkreis von Neal D. Barnards Non-Profit-Organisation Physicians Committee for Responsible Medicine verwendet. Einer Organisation, die sich für vegane Ernährung einsetzt. Dabei wurde pflanzenbasierte Ernährung als Euphemismus für vegane Ernährung aufgegriffen, da letzterer teils mit extremen Positionen aus der Tierrechtsbewegung assoziiert wurde und so der Blick auf die gesundheitlichen Aspekte verloren ging.
Heute wird gelegentlich auch zwischen plant-based (pflanzenbasierter) und plant-only (rein pflanzlicher) Ernährung unterschieden. Ebenso kann in die Definition mit einfließen, dass keine hochverarbeiteten Lebensmittel konsumiert werden, sondern nur whole foods, also vollwertige Lebensmittel.
Eine Review, welche die Verwendung der Bezeichnung in der medizinischen und ernährungswissenschaftlichen Literatur untersuchte, fasst zusammen, dass etwa 50 % der klinischen Studien die Bezeichnung „pflanzenbasierte Ernährung“ als synonym mit einer veganen Ernährung betrachten (also keinerlei tierische Lebensmittel konsumiert werden). Bei 30 % der Studien umfasste die Definition auch Milchprodukte, und bei 20 % Fleisch.
Die Weltgesundheitsorganisation fasste 2021 zusammen, dass „pflanzenbasierte Ernährungsweisen eine große Spanne an unterschiedlichen Ernährungsweisen abdecken, welche den Schwerpunkt auf pflanzliche Lebensmittel legen, während gleichzeitig weniger oder keine tierischen Produkte konsumiert werden“.

## Gesundheit
Medizin und Ernährungswissenschaften untersuchen, ob pflanzenbasierte Ernährungsweisen zur Prävention und Therapie von chronischen Krankheiten eingesetzt werden können. Ernährungswissenschaftliche Gesellschaften wie die Deutsche Gesellschaft für Ernährung empfehlen „eine vollwertige Mischkost, die zum größten Teil aus pflanzlichen Lebensmitteln wie Gemüse und Obst besteht, ergänzt durch geringe Mengen tierische Lebensmitteln wie zum Beispiel Fleisch“ und betonen eine „pflanzenbetonte Ernährung mit einem geringen Fleischverzehr ist gut für unsere Gesundheit“.

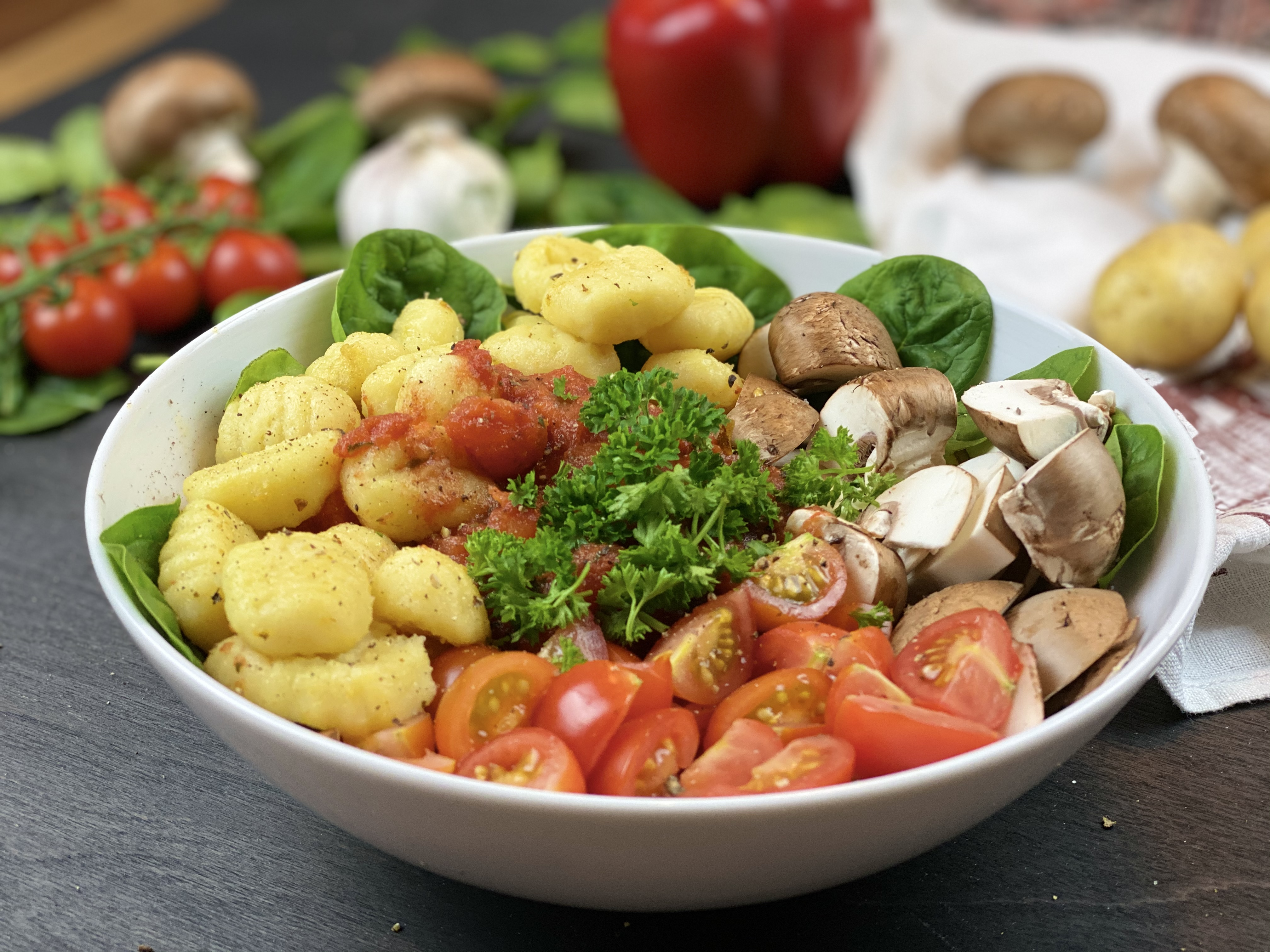
Vegane Gnocchi mit Tomaten und Pilzen

### Qualität
Nicht alle pflanzlichen Lebensmittel sind gleichermaßen gesund. Als gesund angesehen werden kann eine pflanzliche Ernährung, wenn sie Vollkornprodukte als Hauptquelle für Kohlenhydrate bevorzugt, wenn sie ungesättigten Fetten den Vorzug vor gesättigten gibt, wenn sie viel Obst und Gemüse enthält und ausreichend Omega-3-Fettsäuren.
Mit der Verbreitung von hochverarbeiteten Lebensmitteln wie veganen Burger Patties oder Chicken Nuggets, steigt daher die Sorge, dass eine pflanzliche Ernährung, die vermehrt auf diese Lebensmittel zurückgreift, ungesünder werden könnte. Tatsächlich zeigen Beobachtungsstudien, dass eine ungesunde pflanzenbasierte Kost (bestehend aus verarbeiteten Lebensmitteln, zu viel Zucker, gesättigten Fetten bei gleichzeitig geringem Anteil an Gemüse, Vollkornprodukten und Hülsenfrüchten) mit schlechterer Gesundheit assoziiert sind als eine durchschnittliche omnivore Ernährung.
In der Praxis scheint jedoch die Kost von lakto-ovo Vegetariern und Veganern eine insgesamt höhere ernährungsphysiologische Qualität aufzuweisen als die von Omnivoren. Die höhere Qualität ergibt sich daraus, dass die vegetarische oder vegane Kost sich näher an den Empfehlungen von Gesundheitsorganisationen befindet, was den Konsum von Früchten, Vollkornprodukten, Fisch, pflanzlichen Proteinen und Salz angeht. Die höhere ernährungsphysiologische Qualität bei vegetarischer und veganer Ernährung könnte einige der Gesundheitsvorteile erklären.

### Gewicht
Beobachtungsstudien zeigen, dass eine vegetarische Ernährungsweise häufig weniger Nahrungsenergie zuführt als eine nicht-vegetarische Ernährungsweise. Durchschnittlich haben Vegetarier einen niedrigeren Body-Mass-Index als Nichtvegetarier.
Vorläufige Studien zeigen, dass eine vegetarische Ernährung innerhalb von 18 Monaten das Gewicht um etwa 2–3 kg reduzieren könnte, eine vegane um etwa 4 kg. Es bedarf jedoch noch weiterer Studien.
Bei fettleibigen Personen verbessert eine pflanzenbasierte Ernährung die Gewichtskontrolle, LDL-Cholesterin, Gesamtcholesterin, Blutdruck, Insulinresistenz, und den Blutzuckerwert.

### Diabetes
Einige Reviews kommen zu dem Schluss, dass pflanzenbasierte Ernährungsweisen, basierend auf Obst, Gemüse, Vollkornprodukten, Hülsenfrüchten und Nüssen mit einem geringeren Risiko für Diabetes einhergehen.
Vegetarische und vegane Ernährungsweisen werden außerdem klinisch auf ihr Potential hin untersucht Typ-2-Diabetes zu behandeln. Dabei zeigen vorläufige Studien Verbesserungen beim Körpergewicht und bei Biomarkern für das Metabolische Syndrom.
Das American College of Lifestyle Medicine hält fest, dass eine Ernährungsumstellung eine Remission von Diabetes erreichen kann, wenn die Ernährung vollwertig ist, auf pflanzlichen Lebensmitteln basiert und einem geringen Anteil an Fleisch und anderen tierischen Produkten enthält. Allerdings bestehe weiterhin ein Bedarf an randomisierten Kontrollstudien, um abschließend zu bestätigen, dass eine Ernährungsumstellung als primäres Therapiewerkzeug dienen kann, eine solche Remission zu erreichen.

### Krebs
Es gibt Anzeichen, dass eine pflanzenbasierte Ernährung das Risiko für Krebs verringern kann. Vegetarische Ernährungsformen sind assoziiert mit einem um 8 % geringeren Risiko für Krebs. Vegane Ernährungsformen scheinen das Risiko um 15 % zu senken. Allerdings geht dies nicht mit einer geringeren Sterberate einher.

### Mikrobiom
Vorläufige Studien zeigen, dass eine pflanzenbasierte Ernährung das Darm-Mikrobiom verbessern könnte.

### Herzkreislauferkrankungen
Klinische Studien zeigen, dass pflanzenbasierte Ernährungsweisen, inklusive vegetarischer und veganer Ernährungsweisen, den Blutdruck senken und Cholesterinwerte verbessern können.
Bei Menschen, die sich langfristig vegan ernähren, sind die Risikofaktoren für Herzkreislauferkrankungen geringer. Klinische Studien zeigen zudem, dass eine vegane Ernährung ohne Kalorienrestriktion den Blutdruck genauso gut senkt wie andere von Gesundheitsorganisationen empfohlene Ernährungsweisen oder Ernährungsweisen mit Kalorienrestriktion.
Beobachtungsstudien zeigen, dass vegetarische Ernährungsweisen verbunden sind mit einem geringeren Risiko für Herzkreislauferkrankungen, Koronare Herzkrankheit und Schlaganfall. Vegane Ernährungsweisen reduzierten hingegen nur das Risiko für Koronare Herzkrankheit.

### Knochengesundheit
Der Einfluss einer pflanzenbasierter Ernährung auf die Knochengesundheit ist noch nicht abschließend geklärt. Einige Studien weisen darauf hin, dass eine pflanzenbasierte Ernährung mit geringerer Knochendichte assoziiert sein könnte, was einen Risikofaktor für Knochenbrüche darstellt.

### Entzündungsprozesse
Derzeit wird untersucht, ob pflanzenbasierte Ernährungsweisen zur Entzündungshemmung beitragen können. C-reaktives Protein, ein Entzündungsmarker, scheint durch eine pflanzenbasierte Ernährungsweise reduziert zu werden, insbesondere bei übergewichtigen Personen.

### Sterblichkeit
Ernährungsweisen sind mit einer geringeren Sterblichkeit assoziiert, wenn sie auf Obst, Gemüse, Hülsenfrüchten, Nüssen, Vollkornprodukten, ungesättigten pflanzlichen Ölen, Fisch, magerem Fleisch oder Hühnchen basieren und wenig verarbeitetes Fleisch, raffinierte Kohlenhydrate und Süßigkeiten enthalten.

### Sportliche Aktivität
Pflanzenbasierte Ernährungsweisen haben weder einen negativen noch einen positiven Einfluss auf die sportliche Leistung.

### Sonstiges
Eine pflanzenbasierte Ernährung ist mit einem niedrigeren Risiko für Hyperurikämie assoziiert.

## Nachhaltigkeit

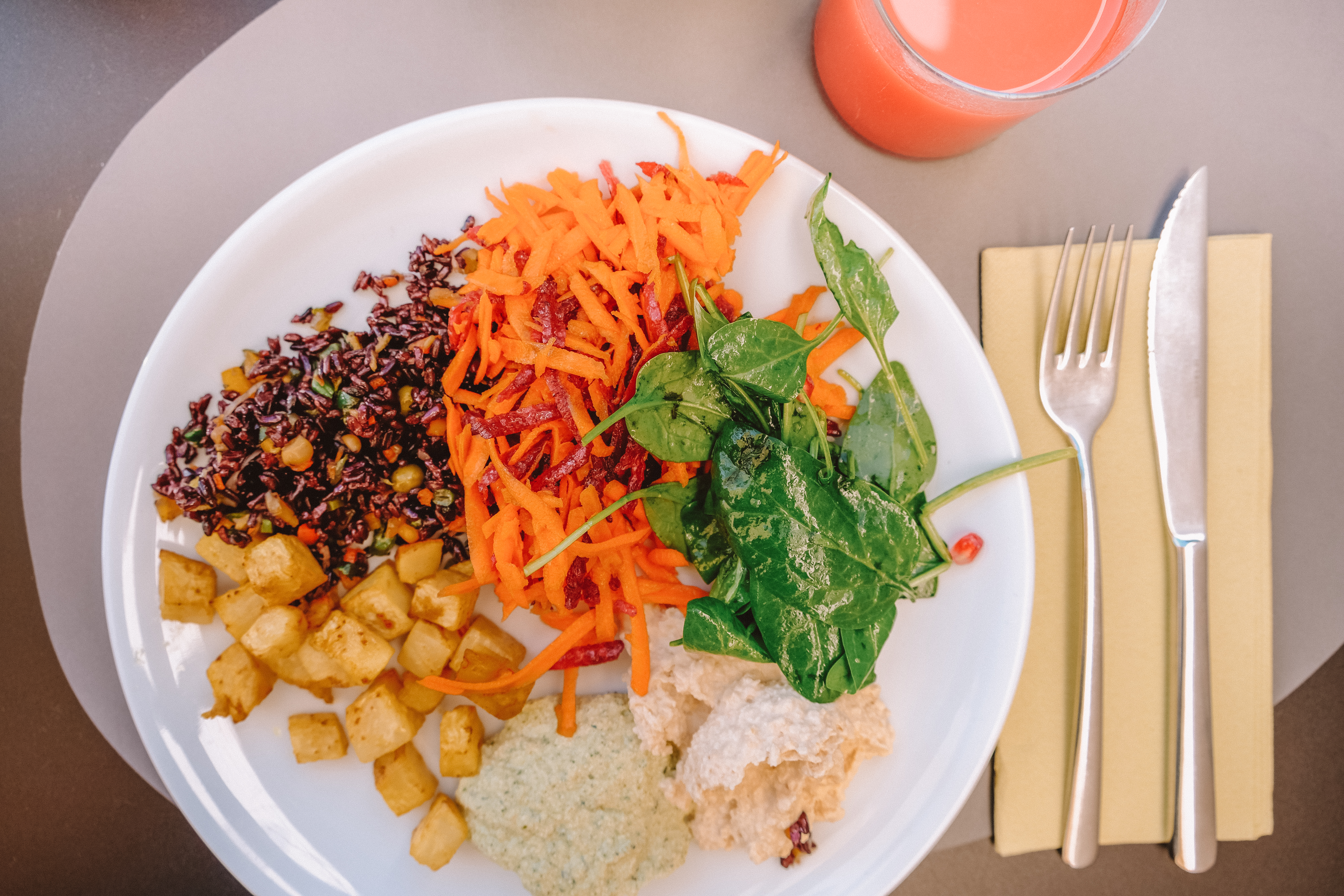
Veganes Gericht

In der Wissenschaft herrscht Konsens darüber, dass pflanzenbasierte Ernährungsweisen Treibhausgase, Flächenverbrauch und Biodiversitätsverlust senken. Außerdem wird betont, dass pflanzenbasierte Ernährungsweisen die ernährungsbedingte Mortalität senken und gleichzeitig aus der Umweltperspektive heraus betrachtet nachhaltig sind.
Der Effekt wäre insbesondere dann hoch, wenn Menschen in wohlhabenden Industrienationen auf eine pflanzliche Ernährung umstellen würden. Dies würde große Landflächen, die bislang für die Tierproduktion genutzt werden, für die Renaturierung frei machen. Als Folge könnten bis Ende des Jahrhunderts 100 Milliarden Tonnen CO2 aus der Atmosphäre eingelagert werden. Derzeit werden etwa 35 % der bewohnbaren Landfläche des Planeten für die Tierproduktion verwendet.

## Politik
Da eine Reduktion des Fleischkonsums nötig ist, um Klimaziele, Gesundheitsziele und Tierschutzziele zu erreichen, wird erforscht, wie eine solche Reduktion erreicht werden kann.
Gesundheitsorganisationen wie die Schwedische Ernährungsbehörde und Wissenschaftler der EAT-Lancet-Kommission empfehlen eine pflanzenbasierte Ernährung. 2022 hat das deutsche Kabinett das Eckpunktepapier „Weg zur Ernährungsstrategie der Bundesregierung“ beschlossen, welches eine pflanzenbetonte Ernährung als „wichtigste Stellschraube im Ernährungsbereich“ und als ein wesentliches Ziel zur Schaffung einer gesundheitsförderlichen und nachhaltigen Ernährung festlegt.
Auch Klimaaktivisten wie Greta Thunberg sprechen sich für eine pflanzliche Ernährung aus.